# Sezimovo Ústí
Sezimovo Ústí település Csehországban, a Tábori járásban. Sezimovo Ústí Tábor, Turovec és Planá nad Lužnicí településekkel határos. Lakosainak száma 7109 fő (2024. január 1.).

## Népesség
A település lakosságának változását az alábbi diagram mutatja:
| Lakosok száma | 946  | 1170 | 1192 | 5849 | 8885 | 7254 | 7275 | 7257 | 6868 | 7109 |
|               | 1869 | 1900 | 1921 | 1961 | 1980 | 2011 | 2016 | 2019 | 2021 | 2024 |